# Walter Lehweß

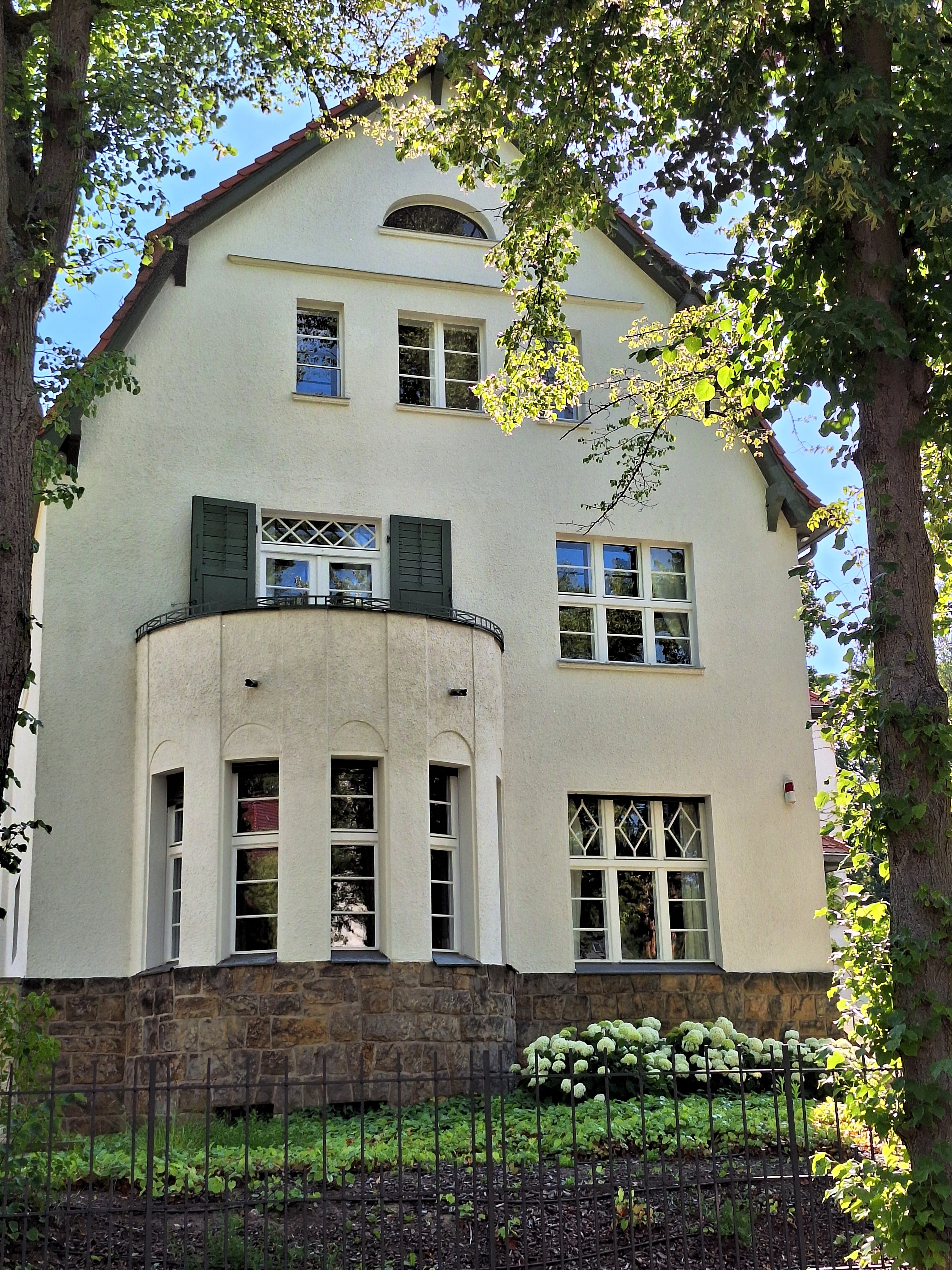
Von-Luck-Straße 22

Franz Heinrich Walter Lehweß (* 5. Oktober 1875 in Berlin; † 14. August 1945 in Berlin-Nikolassee) war ein deutscher Architekt und Verfasser von Fachpublikationen.

## Leben

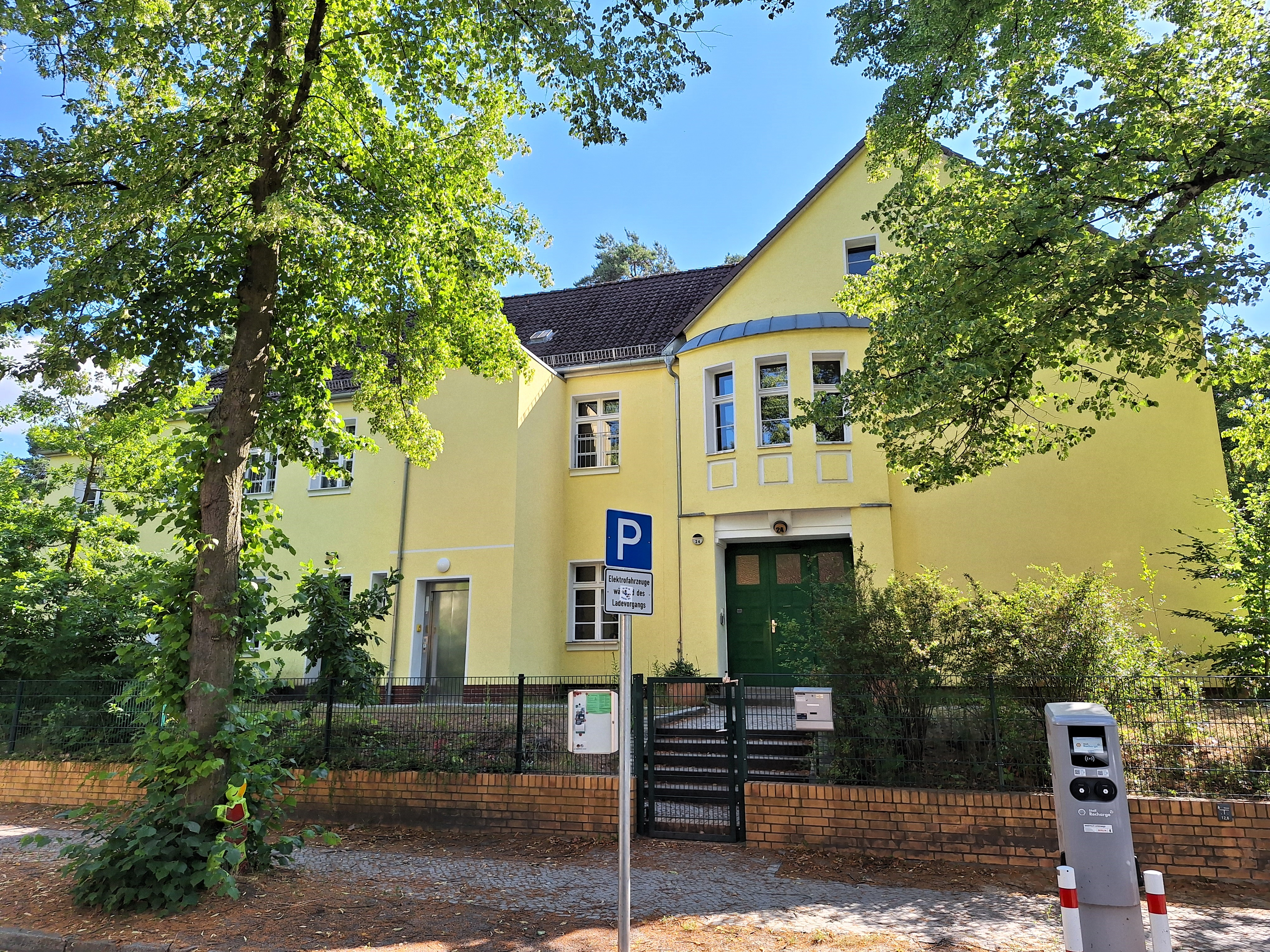
Von-Luck-Straße 24

Walter Lehweß (auch Lehwess) wurde am 5. Oktober 1875 in Berlin geboren. Seine Eltern waren der Landgerichtsrat und spätere Senatspräsident am Kammergericht Emil Lehweß (1839–1906) und dessen Ehefrau Johanna Maria (1849–1929), eine Tochter des Verlegers und Sozialreformers Franz Duncker. Sein Großvater mütterlicherseits war der Verleger Karl Duncker.
Lehweß besuchte das renommierte Joachimsthalsche Gymnasium in Berlin-Wilmersdorf und legte dort zu Ostern 1894 sein Abitur ab. Anschließend absolvierte er ein Studium der Architektur.
Im Alter von 30 Jahren heiratete er Amélie Litzmann (* 1881 in Neiße), eine Tochter des Generals der Infanterie Karl Litzmann. Die Eheschließung erfolgte zunächst am 26. Dezember 1905 standesamtlich in Menz und am 28. Dezember 1905 kirchlich in der Berliner Garnisonkirche. Bei Erscheinen der Festschrift zum 300-jährigen Bestehen seines Gymnasiums im Jahr 1907 war Lehweß als Königlicher Regierungsbaumeister für das Ministerium der öffentlichen Arbeiten zu Berlin in Bromberg tätig. Dort wurde im Juni 1907 sein Sohn Walter Lehweß-Litzmann geboren, der später als Pilot hohe Auszeichnungen erhielt. Als im Herbst des Folgejahres eine Tochter zur Welt kam, wohnte die Familie bereits in Berlin-Zehlendorf, Ahornstraße 21.
Ab 1909 bis zu seinem Tod im Jahr 1945 wohnte Lehweß mit seiner Familie in dem von ihm erbauten Haus Von-Luck-Straße 22 in Berlin-Nikolassee. Für seine ledige Zwillingsschwester Edith errichtete er das benachbarte Schulgebäude Von-Luck-Str. 24, in dem sie von 1910 an bis Anfang der 1940er Jahre eine „Private Oberschule für Mädchen“ betrieb. Die einstige „Lehweß-Schule“ beherbergt heute eine Kindertagesstätte.
Walter Lehweß starb am 14. August 1945 im Alter von 69 Jahren in seiner Wohnung in Berlin-Nikolassee. Begraben ist er auf dem Kirchfriedhof Nikolassee; das von ihm selbst entworfene Familiengrabmal befindet sich in der Nähe der Kapelle.

## Wirken

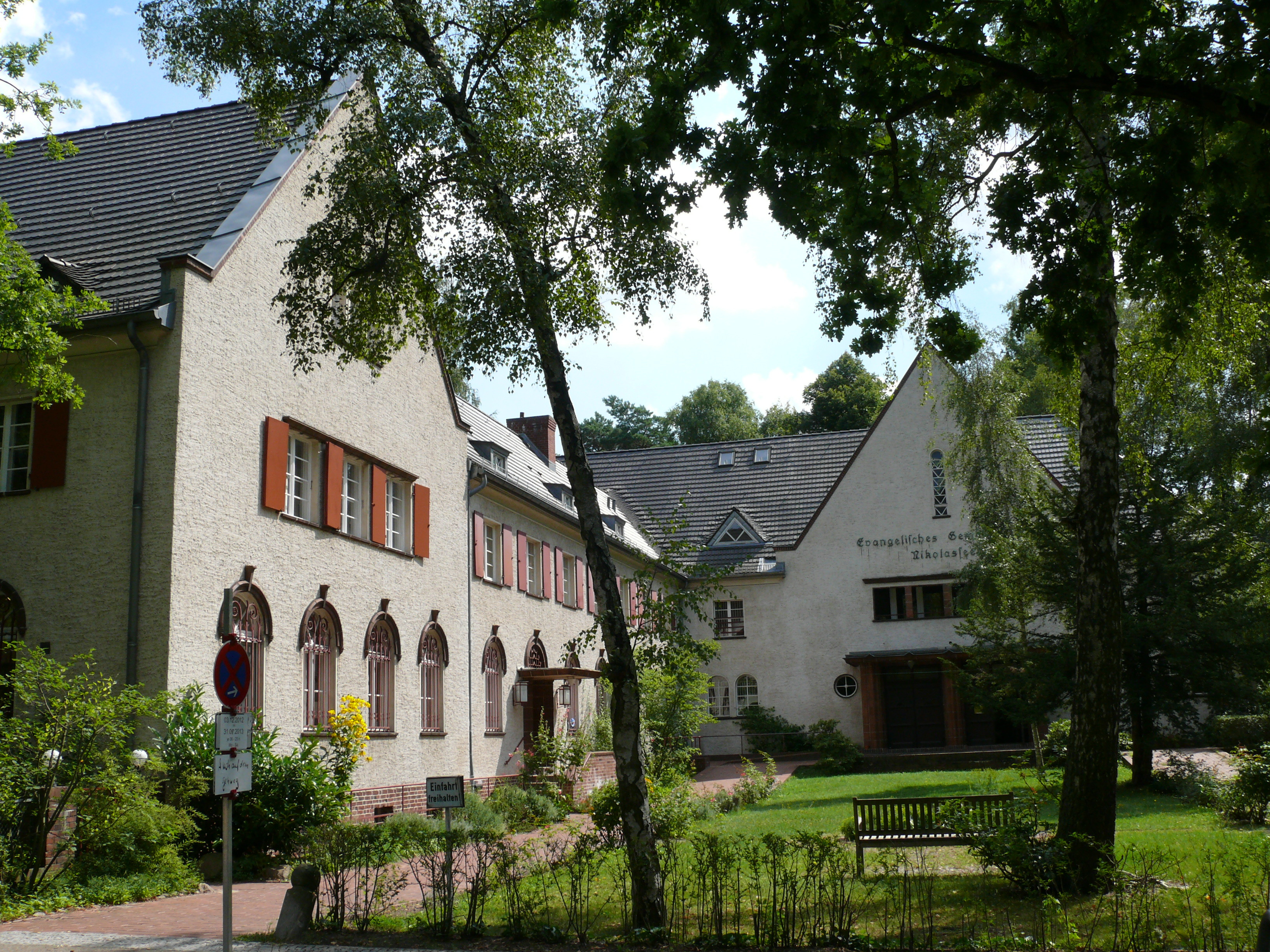
Evangelisches Gemeindehaus Nikolassee

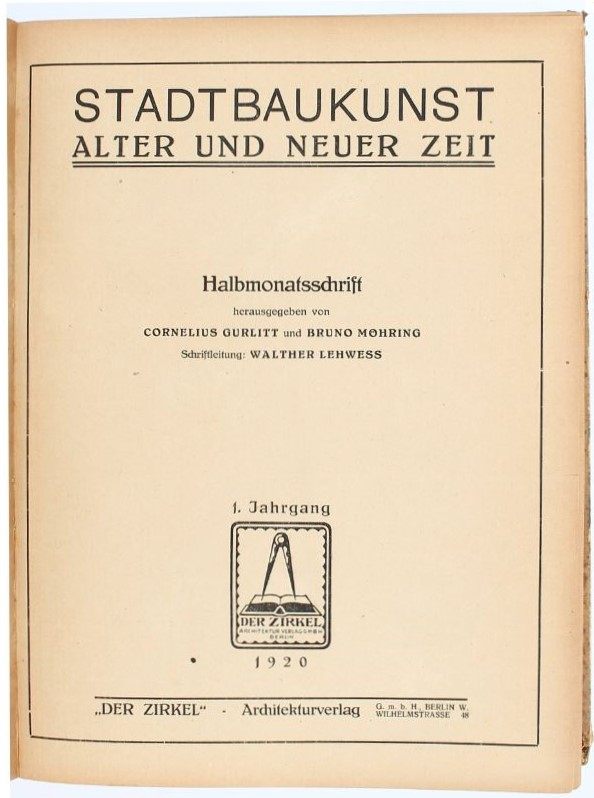
Titelblatt Stadtbaukunst alter und neuer Zeit (1920) mit Schriftleiter Walter Lehwess

Lehweß war aufgrund seiner Stellung als Regierungsbaumeister im Ministerium verantwortlich für die Bauplanung und Ausführung zahlreicher Bauten in Berlin. Diese stehen heute zum Teil unter Denkmalschutz. 
Walter Lehweß war der federführende Architekt des im April 1929 eingeweihten Gemeindehauses der evangelischen Kirchengemeinde in Berlin-Nikolassee, das er gemeinsam mit seinem Büropartner Engelbert Breidenbend errichtete. In der Deutschen Bauzeitung beschrieb Lehweß 1930 die städtebaulichen und gestalterischen Grundgedanken der Planung ausführlich.
Auch in der Zeit des Nationalsozialismus war Lehweß an einem bedeutenden Bauprojekt beteiligt. Von 1936 bis 1939 wurde nach seinen Plänen die Reichs-Reiterführer-Schule in Berlin-Zehlendorf errichtet. Sie diente der zentralen Ausbildung von Führungskräften des Nationalsozialistischen Reiterkorps. Die Anlage verfügte über Unterkünfte, Speiseräume und Stallungen auf einem etwa 30 Morgen großen Gelände der Domäne Düppel. Über die Vorgeschichte und Einzelheiten der Planung berichtete Lehweß selbst ausführlich in einem Beitrag in den Monatsheften für Baukunst und Städtebau. Sein Schwager Karl-Siegmund Litzmann war als Reichsinspekteur für Reit- und Fahrausbildung maßgeblich für das Nationalsozialistische Reiterkorps verantwortlich und leitete die Organisation und Ausbildung der berittenen NS-Formationen.
Neben seiner planerischen Tätigkeit als Architekt betätigte sich Lehweß auch immer wieder als Autor und Fachpublizist. Er veröffentlichte Beiträge in verschiedenen renommierten Fachzeitschriften seiner Zeit und war in den 1920er Jahren alleiniger Schriftleiter der Zeitschrift Stadtbaukunst alter und neuer Zeit, die von 1920 bis 1928 erschien.

Nach dem Besuch der Gartenkunst-Ausstellung in Berlin veröffentlichte Lehweß 1912 einen zweiseitigen Beitrag über seine Eindrücke in der Ausstellung in der Architekturzeitschrift Berliner Architekturwelt. Dieser Bericht fand auch Gartenbaukreisen Beachtung, und Lehweß wurde in der Folge um Zustimmung gebeten, dass sein Text auch in der Fachzeitschrift Die Gartenkunst abgedruckt werden dürfe. Lehweß’ Beitrag mit dem Titel Gedanken eines Architekten in der Ausstellung für Gartenkunst im Königlichen Kunstgewerbe-Museum in Berlin wurde in der Gartenkunst mit folgenden Worten angekündigt: 

„[…] Diese Worte sind mit einem so feinsinnigen Verständnis geschrieben, daß ich es für notwendig erachte, sie unseren kreisen zugänglicher zu machen, wozu Verfasser wie Verlag ihre Genehmigung freundlichst erteilten. Ich möchte aber nicht verfehlen, meiner Hoffnung dahin Ausdruck zu geben, daß dieser nachstehende Artikel auch auf die Architektenwelt selbst einen nachhaltigen Eindruck ausüben mag, daß er dazu beitrage, der Gartenkunst die so oft noch fehlende Beachtung zu bringen.“

Lehweß war Mitglied im Bund Deutscher Architekten (BDA) und in der Reichskammer der bildenden Künste.
In einem Bericht über die Gründung einer deutschen Akademie für Städtbau, der im April 1922 in der US-amerikanischen sozialreformerischen Zeitschrift The Survey erschien, wird Walter Lehweß als eines der 160 Gründungsmitglieder der neuen Berufsorganisation genannt und in einer Reihe mit Bruno Möhring, Hermann Muthesius, Albert Hofmann, Cornelius Gurlitt und Bruno Taut als einer der renommierten deutschen Städtebauer aufgeführt (im Original: „… including such well known city builders as …“).

## Schriften (Auswahl)
- Englische Arbeiterwohnungen. Ihre sozialen und gesetzlichen Bedingungen, Geschichte und bauliche Gestaltung. Ernst, Berlin 1904.(letzter Teil, Digitalisat) OCLC 214998359
- Einiges über Landhausdächer. In: Berliner Architekturwelt. Heft 30, Verlag E. Wasmuth, Berlin 24. Juli 1909, Sp. 987.[14]
- Gedanken eines Architekten in der Ausstellung für Gartenkunst im Königlichen Kunstgewerbe-Museum in Berlin. In: Berliner Architekturwelt. Heft 9, Verlag E. Wasmuth, Berlin 1912.
- Kulturgrundlagen des Städtebaues , Pontos-Verlag, Berlin 1927 OCLC 721037355
- Vom holländischen Städtebau in alter und neuer Zeit. In: Der Städtebau. Heft 6, 1914, S. 78 f. (Digitalisat)
- Die Freie Deutsche Akademie des Städtebaues, ihre Entstehung, Tätigkeit und Ziele. Merkur, Berlin 1931 OCLC 72574733
- Gedanken zur Versuchssiedlung Grüneiche auf der Werkbundausstellung in Breslau. In: Stadtbaukunst, 6/1929/30, S. 145–150.
- Die Möglichkeit städtebaulicher Maßnahmen zum Schutze von Wohnsiedlungen gegen Angriffe aus der Luft. Deutsche Gesellschaft für Bauwesen, Berlin 1935.OCLC 72597504